# 1791 год в литературе

## Книги
- «Российская Эрата, или выбор наилучших новейших российских песен...» — сборник, составленный Михаилом Поповым (опубликован посмертно).
- «Сон в красном тереме» — классический роман на китайском языке (публикация заключительных 40 глав).

## Родились
- 24 февраля — Свейнбъёрн Эгилссон, исландский богослов, педагог, переводчик и поэт, классик (ум. 1852).
- 10 марта — Анхель Сааведра, испанский писатель (умер в 1865).
- 26 мая — Жан Вату, французский прозаик, поэт, член Французской академии (умер в 1848).
- 3 октября — Сима Сарайлия Милутинович, сербский поэт, прозаик, историк, драматург, переводчик (умер в 1847).
- 23 декабря — Адам Бенедикт Йохер, польский библиограф и филолог (умер в 1860).
- 1 октября — Сергей Тимофеевич Аксаков, русский писатель, автор книг об охоте и рыбалке (умер в 1859).

## Умерли
- 21 января — Антон Алексеевич Барсов, русский учёный-лингвист, философ, переводчик и общественный деятель (родился в 1730).
- 22 июня — Кэтрин Маколей, английский историк, писательница и философ (род. в 1731).